# Digitaria bakeri
Digitaria bakeri är en gräsart som först beskrevs av George Valentine Nash, och fick sitt nu gällande namn av Merritt Lyndon Fernald. Digitaria bakeri ingår i släktet fingerhirser, och familjen gräs. Inga underarter finns listade i Catalogue of Life.